# ЛГБТ и здравеопазване
Въпросите на ЛГБТ и здравеопазването са тези въпроси свързани с медицината, които се отнасят до лесбийките, гей мъжете, бисексуалните и трансджендър хората, както по отношение на техните здравни въпроси, така и по отношение на здравното обслужване и третиране в сферата на здравеопазването.
Изследвания по въпроса за специфичната за ЛГБТ етиология както и проблемите на ЛГБТ хората в здравеопазването са правени, особено в САЩ, Великобритания и Германия, като все пак тези изследвания датират от сравнително скоро и не са много обемни в сравнение с изследвания върху здравето и здравното обслужване на други малцинства които са етнически, расови и културни. Причината е, че за разлика от изброените малцинства ЛГБТ групите имат достъп до здравеопазването, който не е ограничен от езикови, културни, сегрегационни бариери, но в същото време това не означава, че ЛГБТ групите не са лишени от необходимото внимание по отношение на техните здравни проблеми, както и не страдат от дискриминационни практики в здравеопазването.
Като една от причините за това може да се изтъкне намесата и желанието на лекари да приложат или препоръчат репаративна терапия. Подобна практика обаче се смята за неприемлива според последното становище на Американската психологична асоциация.  Това становище се отличава от предходните на АПА, които отричат като цяло репаративната терапия с уточнението, че асоциацията стриктно заявява, че такъв тип психологическа терапия не просто не трябва да се прилага, но и да не се препоръчва от медицинските работници в областта на психичното здраве.